# Haren (Somaliland)
Haren (ook: Harre, Harreh, Harren) is een gehucht in het District Zeylac, regio Awdal, in de niet-erkende staat Somaliland (en dus juridisch nog steeds gelegen in Somalië).

Haren ligt erg afgelegen aan een -meestal droge- rivierbedding (wadi), hemelsbreed 61 km ten zuidwesten van de districtshoofdstad Zeylac in de woestijn Guban aan een onverharde weg naar het zuiden. Er staat een grote telefoonmast in het dorp. Het gebied wordt vnl. bevolkt door nomadische veehouders die rondtrekken in een seizoensmigratie.
Nabijgelegen dorpen zijn Ceel Gaal en Jidhi. In Jidhi is een airstrip.

## Klimaat
Haren heeft een woestijnklimaat. De gemiddelde jaartemperatuur is 29,7 °C. Juli is de warmste maand, gemiddeld 34,6 °C; januari is het koelste, gemiddeld 24,4 °C. De jaarlijkse regenval bedraagt ca. 106 mm (ter vergelijking: in Nederland ca. 800 mm). Er is geen sprake van een regenseizoen en een droog seizoen; er valt het hele jaar weinig neerslag; nooit meer dan max. ± 17 mm per maand (in april).